# (31501) Williamhang
(31501) Williamhang est un astéroïde de la ceinture principale.

## Description
(31501) Williamhang est un astéroïde de la ceinture principale. Il fut découvert le 12 février 1999 à Socorro (Nouveau-Mexique) par le projet LINEAR. Il présente une orbite caractérisée par un demi-grand axe de 2,46 UA, une excentricité de 0,14 et une inclinaison de 2,1° par rapport à l'écliptique.

## Compléments